# 帕特羅克勒斯 (地理學家)
帕特羅克勒斯（希臘語:  ; 活躍於前312年 -前270年間），是一位馬其頓將軍，同時也是地理學作家。帕特羅克勒斯在塞琉古一世和安條克一世麾下任職超過數十年，他可能曾經擔任過管理巴克特里亞和靠近印度一帶的官位。他曾經在裏海探險，確認它到底是個內海或是某個大洋的海灣。他的著作《環遊記》（periplous）已失落，部分內容僅被古希臘地理學家斯特拉波所引用。
在軍事上，帕特羅克勒斯也相當富有計謀。在巴比倫戰爭期間帕特羅克勒斯被奉命留守巴比倫，在對付德米特里入侵時，他曾經掘開灌溉運河的河堤，引洪水來防禦。
在塞琉古一世逝世後，新任國王安條克一世派遣帕特羅克勒斯前往小亞細亞平亂，但遭到比提尼亞人擊敗。 